# Дело Касенкиной

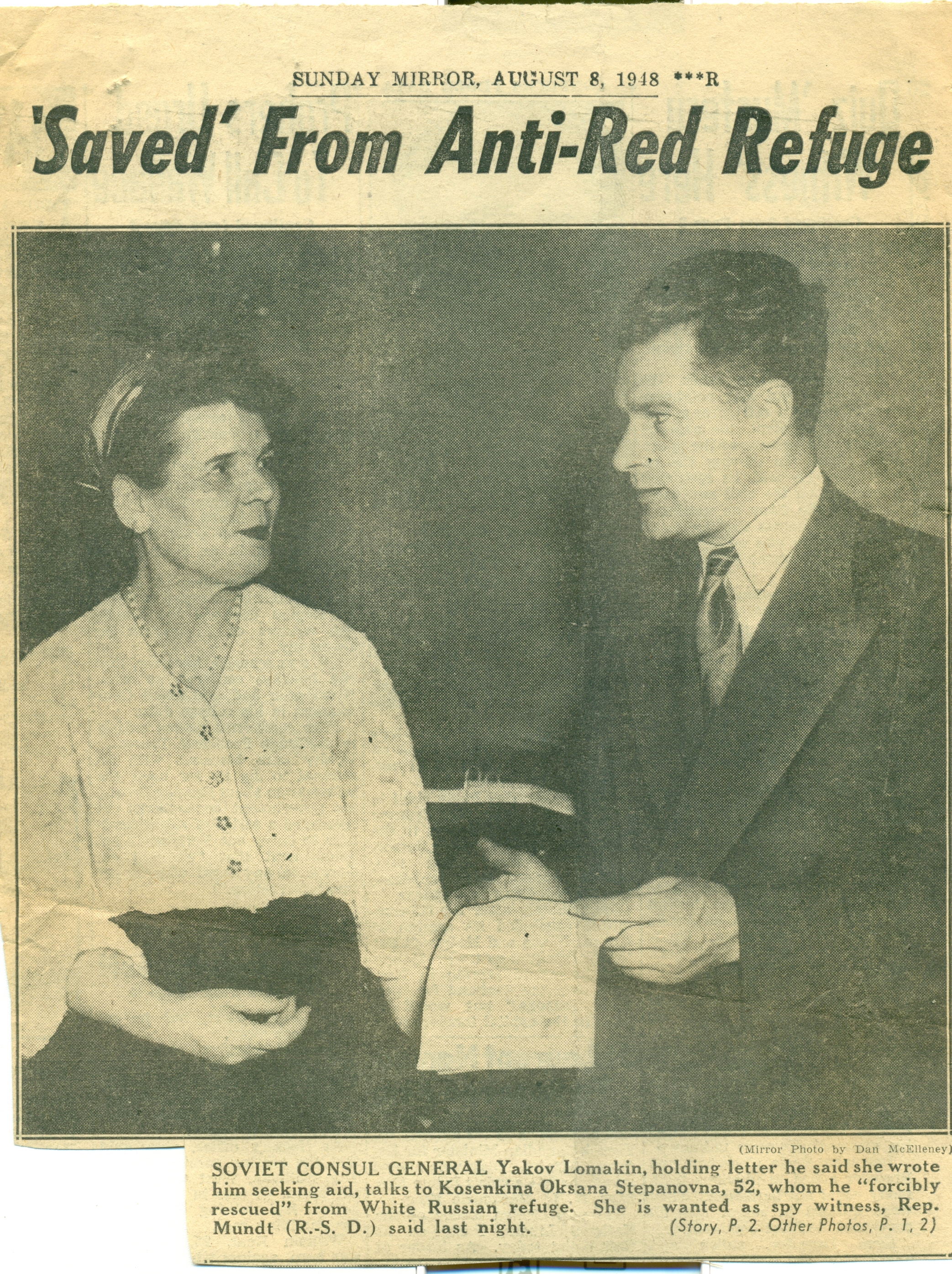
Советский Консул Яков Ломакин и Оксана Касенкина во время пресс-конференции. В руках письмо, которое было передано ФБР.

Де́ло Касенкиной — международный скандал 1948 года, в начале «холодной войны», был связан с именем Оксаны Степановны Касенкиной, учительницы химии в советской школе в Нью-Йорке, выпавшей из окна третьего этажа советского консульства в Нью-Йорке. Инцидент и его освещение в западной прессе и по радио привели к тотальному подавлению в СССР и странах Советского блока любых западных радиотрансляций, в том числе музыкальных и не связанных с политикой.

## Исчезновение Касенкиной
Правительство СССР с 24 июня 1948 года полностью блокировало транзит в Западный Берлин через советскую зону в Германии. Блокада Берлина резко обострила политическую обстановку. Велись трудные дипломатические переговоры по условиям снятия блокады. В связи с обострением отношений МИД СССР начало сокращать число советских специалистов командированных в США.
В июне 1948 года из Москвы пришло предписание: закрыть советскую школу в Нью-Йорке. До начала нового учебного года все учителя и ученики должны были вернуться в СССР. В день отплытия парохода «Победа», 31 июля, независимо друг от друга исчезают бывший директор школы, Михаил Самарин, с семьёй и учительница химии, пятидесятидвухлетняя Оксана Касенкина. Самарин сразу обращается в ФБР и просит для семьи политическое убежище, которое ему предоставляют.
Поведение Касенкиной было неадекватным, что стало поводом для крупного международного скандала. Госдеп США на протяжении 50 лет держал документы по делу Касенкиной под грифом строгой секретности.
Из рассекреченных в 1998 году документов следует, что за три дня до отплытия в Центральном парке Нью Йорка два якобы случайных прохожих, Кастелло и Коржинский, в разное время заговаривают с Касенкиной по-русски. Химик Александр Коржинский приглашает её к себе домой, где выясняет, что она не хочет возвращаться в СССР. Он советует ей обратиться в редакцию антисоветской газеты «Новое русское слово». В день отплытия парохода «Победа» сотрудник «НРС», бывший эсер Владимир Зензинов привозит её на ферму Толстовского фонда, где ей предоставляют прибежище. На ферме белоэмигрантов она работает на кухне и в столовой, обслуживая работников фермы.

## Письмо Касенкиной
Спустя пять дней пребывания на ферме, она благодаря одному из обитателей фермы, являвшимся советским агентом, тайком отправила надиктованное этим человеком письмо на имя генерального консула СССР.
Шестого августа Яков Миронович Ломакин получил от Касенкиной длинное сумбурное письмо с жалобами на одиночество и суицидное настроение. В письме Касенкина употребляла пропагандистские клише о верности делу диктатуры пролетариата, о любви к Родине и ненависти к изменникам, ни слова об Америке, кроме пренебрежительного отношения к «капиталистической системе». Неупорядоченные мысли скакали из прошлого в настоящее… Далее: «Я бесконечно восторгаюсь Вами как личностью достойной нашей Родины…» Однозначный смысл письма — просьба забрать её с фермы. Дословно последняя фраза письма: «Умоляю Вас, ещё раз умоляю, не дайте мне возможности погибнуть здесь. Я обезволена». В письме не было ни слова о том, как она попала на ферму.

## «Похищение»
Седьмого августа Яков Ломакин, вице-консул Зот Чепурных и сотрудница консульства, хорошо знавшая Касенкину, едут по адресу указанному в письме. Предварительно, по телефону, начальнику Бюро по поиску пропавших людей, при Департаменте Полиции Нью-Йорка, Джону Кронину, сообщают о причине поездки на ферму и просят о сопровождении. Капитан Кронин обещает оповестить ближайшее к ферме полицейское управление о визите Консула.
Представительская машина приезжает на ферму. Из интервью Президента Толстовского Фонда, графини Александры Львовны Толстой, известно, что Касенкина собрала вещи и вышла Ломакину навстречу. По распоряжению Толстой 12 мужчин окружают машину. Графиня Толстая вызывает Касенкину в дом, запирает дверь и тщетно пытается убедить учительницу не уезжать с советскими дипломатами. Касенкина не слушает доводов, повторяет «будь, что будет» и хочет уехать. Только убедившись в её непреклонности, Александра Львовна приказывает работникам не задерживать машину, поскольку Касенкина решила уехать с Консулом «по своей доброй воле». Полицейский, оповещенный Крониным, приезжает с 20-минутным опозданием. Александра Толстая заявляет в местную полицию, что женщину, искавшую у Фонда приюта от репатриации в СССР, увезли на консульской машине.
Ломакин привозит Касенкину в Консульство и через 3 часа принимает большую группу журналистов. В этой, экстренно созванной им пресс-конференции, участвует Касенкина. Ломакин демонстрирует конверт и письмо, написанное на 5 страницах от руки. Он читает выдержки из него в английском переводе и передает фотостатическую копию письма для анализа криминалистами ФБР.
На следующее утро, 8 августа, все основные американские газеты выходят с фотографиями этой пресс-конференции, а корреспонденты «The New York Times» (Александр Файнберг) и «Herald Tribune» (Маргарет Партон) публикуют подробные отчёты. Отдельные статьи печатают заявление конгрессмена Карла Мундта — члена Комиссии по расследованию антиамериканской деятельности. Он требует, чтобы Касенкина была допрошена в качестве свидетеля шпионской деятельности СССР. По его соображениям, она была доверенным лицом, только проверенные педагоги могли обучать русских детей.
Заголовки многих газет гласят, что учительница похищена «с применением силы» из своего укрытия на ферме антикоммунистов. Письмо рассматривается как фальшивка.
Профессор истории, Сюзан Каррутерс, в книге «Пленники холодной войны: заточение, побег и промывание мозгов», считает, что Ломакин отдал фотокопию письма в руки представителей Государственного Департамента США, рассчитывая на справедливое разрешение конфликта. Публикация письма ясно бы свидетельствовала, что никакого похищения — «киднаппинга» — не было.
Несмотря на корректность действий Ломакина, в прессе и по радио его обвиняют в похищении Касенкиной, отрицают существование письма, или называют письмо подделкой. Консульство днём и ночью осаждают журналисты и разогретая публикациями анти-советски настроенная толпа. В это время, согласно мемуарам Касенкиной, она свободно перемещается по зданию консульства, ей предоставлено радио и приносят газеты. Сюзан Каррутерс пишет, что мемуары учительницы, как и «мемуары» других перебежчиков, были написаны по трафарету, с использованием попагандистских клише, одним автором — Исааком Дон Левиным

## «Прыжок к свободе»
Спустя ещё пять дней, 12 августа, Касенкина падает с высокого третьего этажа на бетон огороженного забором двора при Консульстве. Полицейские доставляют её в больницу. Сюзан Каррутерс, на основании ранее засекреченных документов, пишет, что в первые шесть часов в больнице Касенкина объясняла свой поступок тем, что ей хотелось покончить со всем, «будь, что будет». Никаких заявлений о стремлении получить политическое убежище не было. Сотрудников Консульства в больницу не допустили. 28 августа, документалисты BBC сняли интервью с Касенкиной — «Mrs. Kasenkina Tells Her Story». Лежащая на больничной койке учительница, в ответ на вопрос о причине её падения, повторяет фразу из своего письма: — « я не один раз обращалась к Вам, сказать мне откровенно…». Её слова перебивает голос переводчицы, а затем комментатора, которые вещают о её «прыжке к свободе». Через пять лет, в 1953 году, выходит новое интервью с Касенкиной, теперь уже освоившейся в США и ставшей здесь художницей, где она на английском языке рассказывает о том, что она «теперь очень счастлива [что живёт в США], очень любит США, американскую конституцию, американское правительство и американский образ жизни».
На протяжении десятилетий журналисты зарабатывали на «деле Касенкиной», не объясняя причины неадекватности её поведения. За короткое время в 11 дней она трижды радикальным образом меняла свою жизнь. Позднее, Касенкина подтверждает, что написала письмо Генеральному Консулу, но старается исказить его смысл и отказаться от отдельных абзацев.
Государственный департамент на 50 лет засекречивает текст письма и другие документы. Графологи ФБР подтверждают, что письмо целиком написано Касенкиной. Письмо и другие документы по «Делу» с 1998 года доступны в Национальном архиве США и, частично, в интернете. Касенкина, несмотря на требования Посла СССР А. С. Панюшкина, осталась в США. Её привозили для участия в антисоветских митингах, но выступать она не могла, в интервью — отвечала односложно.  В 1951 году она получила вид на жительство, а в 1956 году — американское гражданство; умерла от сердечной недостаточности 24 июля 1960 года в Майами.

## Разрыв консульских отношений
Девятнадцатого августа Президент Трумен утверждает решение Госдепа об отмене экзекватуры Генконсула Ломакина. Его объявляют персоной non grata на том основании, что он похитил женщину и держал её в заключении. Отмена экзекватуры дипломата высокого ранга решение редкое и всегда воспринимается, как удар по престижу страны. В качестве ответа Правительство СССР прекращает переговоры по Берлину и закрывает консульства в Нью-Йорке и Сан-Франциско, что по протоколу означает беспромедлительное закрытие консульств США в Ленинграде и Владивостоке.
Консульские отношения между СССР и США были восстановлены только через 24 года в 1972 году.
Контр-адмирал в отставке, Эллис М. Захариас, в своей книге писал: «объявление Ломакина персоной non-grata было плохо продуманной и несвоевременной акцией Госдепартамента США». Помимо закрытия консульств, по мнению Захариаса, резко и надолго изменились политические и военные планы Кремля. Сталин прекращает переговоры «по Берлину», и этот дипломатический демарш стоил США многих миллионов долларов, потраченных на создание «воздушного моста», необходимого для снабжения продуктами питания 2,5-миллионного населения Западного Берлина.

## Современная оценка
Историк разведки ВМС США, Эллис Захариас, в книге «За закрытыми дверьми. Секретные истории холодной войны» писал: «кричащие заголовки, под которыми печатались стимулирующие ненависть статьи, в конце концов, привели к тому, что Госдеп США принял дипломатическое решение по своей суровости никак не соответствующее будничности инцидента (англ. By inspiring headlines and stimulating the news stories below them, they drove the State Department to a diplomatic action whose severity was out of proportion to the incident)». Дело было настолько шумным и неоднозначным, что в XXI веке о нем продолжают вспоминать историки и журналисты.